# PSA-XU-Motor

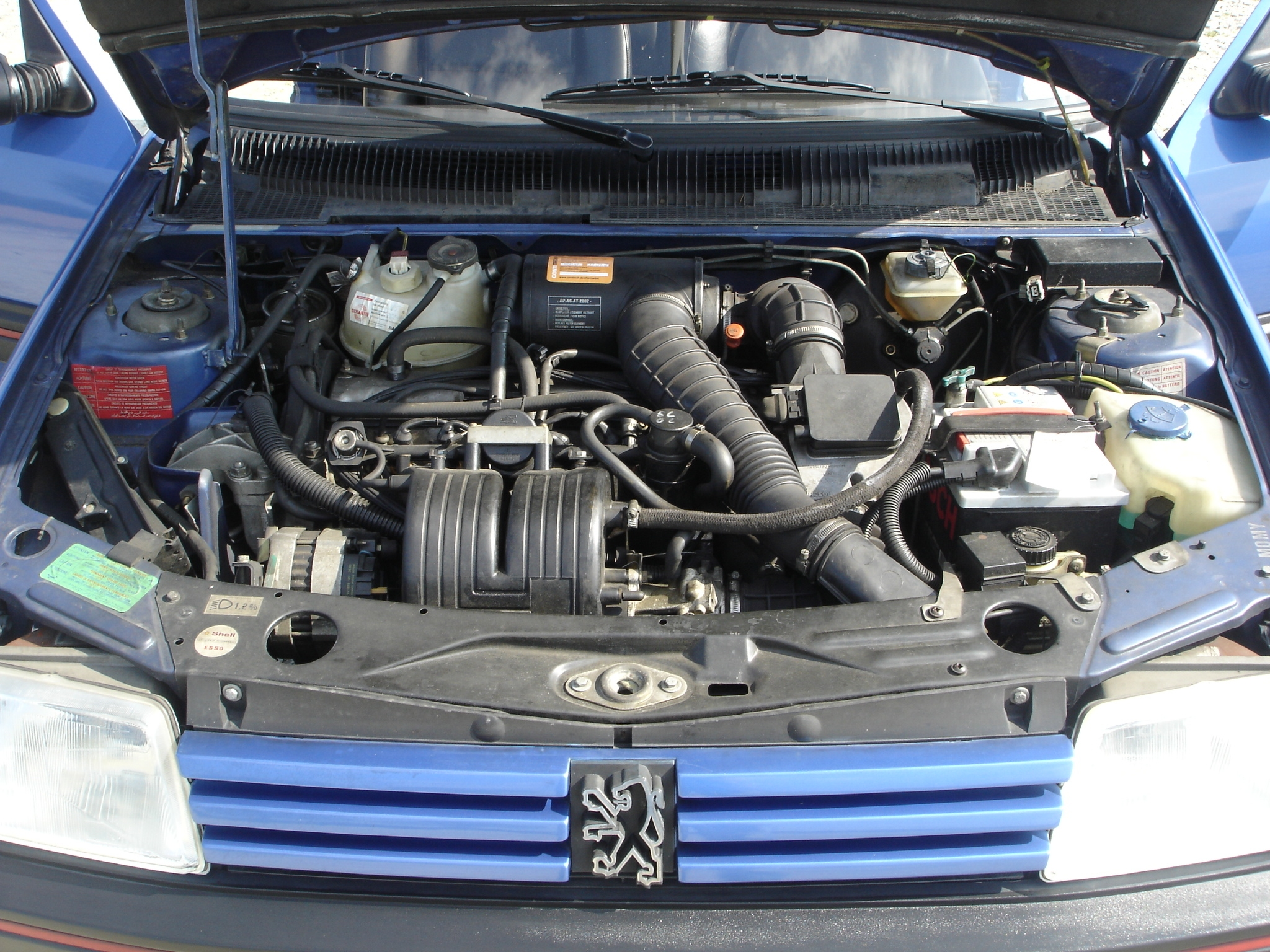
Der XU9 JA/Z eines 205 GTI mit 122 PS

Die PSA XU sind eine Serie von Verbrennungsmotoren, die in Peugeot- und Citroën-Automobilen verwendet werden. Die Motorserie wird auch heute noch (2017) in den in Iran und Ägypten hergestellten Peugeot 405 eingesetzt. Im Zuge des Gemeinschaftsprojektes Eurovan fand der Motor auch bei Fiat und Lancia Verwendung.
Die XU-Motoren wurden im Jahr 1981 mit dem Peugeot 305 eingeführt. Er war ein SOHC- oder DOHC-Reihenmotor mit zwei bis vier Ventilen pro Zylinder, mit Benzin als Kraftstoff. Er wurde quer um 30° gekippt nur in Fahrzeuge mit Frontantrieb eingebaut. Der Hubraum lag zwischen 1580 und 1998 cm3 (Benzin), und alle XU-Ottomotoren hatten Bohrungen von 83 mm oder 86 mm. Die Diesel-Versionen werden als XUD bezeichnet und reichen von 1769 bis 2138 cm3 bei Bohrungen von 80, 83, 85 oder 86 mm.
Die XU-Serie wurde durch die moderneren Motoren der EW-/DW-Serie ersetzt.

## XU5

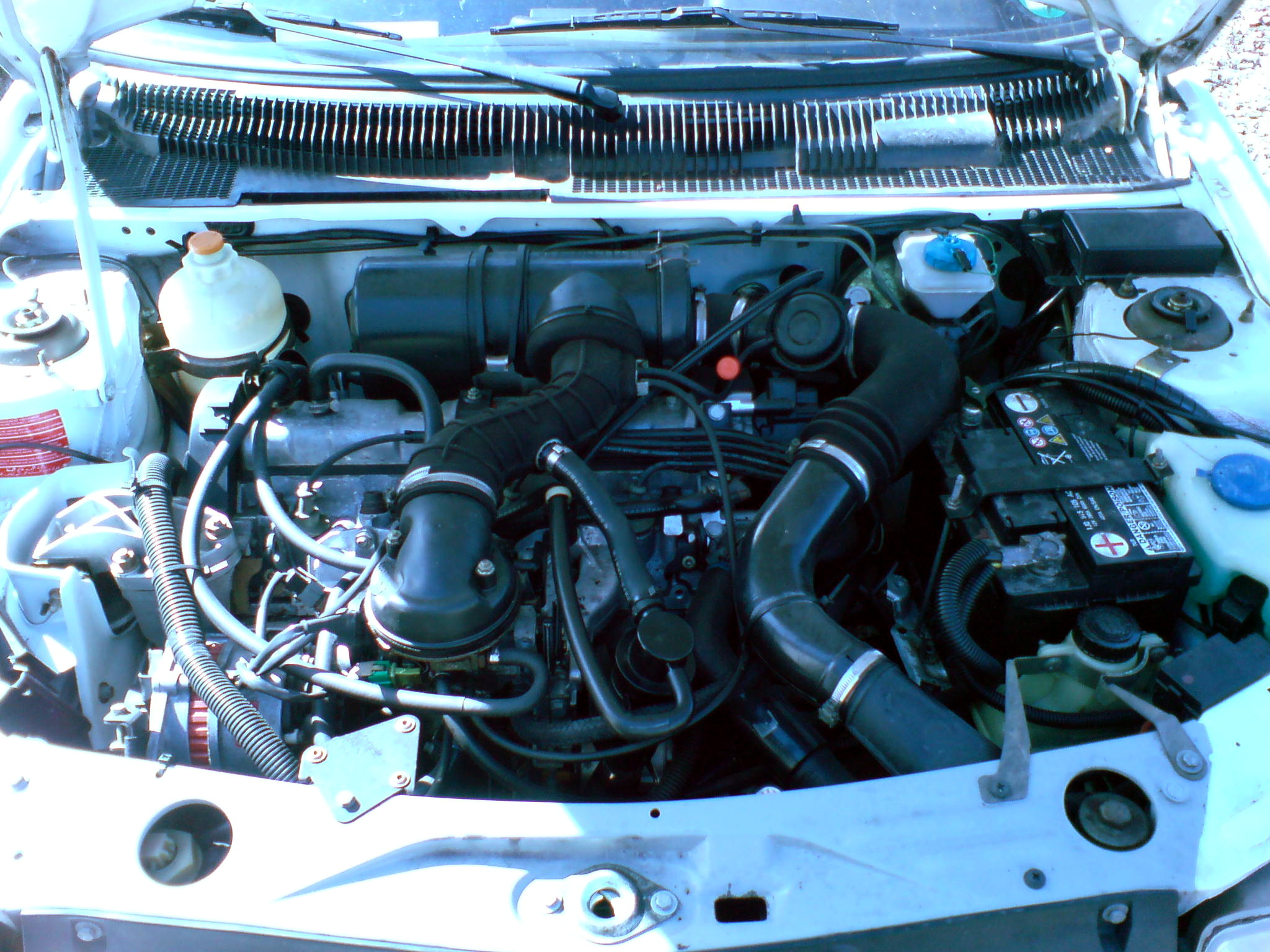
XU5 M3/Z in einem 205 Automatik

Der XU5 hat einen Hubraum von 1,6 l (1580 cm3) mit einer Bohrung von 83 mm und einem Hub von 73 mm. Alle XU5 hatten eine obenliegende Nockenwelle und zwei Ventile pro Zylinder. Es waren je nach Modell entweder ein Einzel- oder Doppel-Vergaser oder Saugrohreinspritzung verwendet. Die Leistung reichte von 80 bis 115 PS (59–85 kW). Nur in Deutschland wurde ab 1986 der XU5 J1 (76 kW) mit einer Abgasreinigungsanlage Puls-Air und bleifrei Superbenzin (ROZ95) Verträglichkeit angeboten.
Die Produktion der Kunststoffabdeckungen für diese Motoren wurden inzwischen eingestellt, daher sind diese nur noch schwer zu finden.
| Motor          | Leistung       | Technik                           | Modell                                                                                               |
| -------------- | -------------- | --------------------------------- | --- |
| XU5 J          | 104 PS (76 kW) | Bosch LE-Jetronic                 | Peugeot 205 GTI 1.6 (→11/85)                                                                         |
| XU5 J1         | 104 PS (76 kW) | Bosch LE-Jetronic                 | Peugeot 205 GTI 1.6 (11/85–1989) Peugeot 309 GRi (4/86–1989)                                         |
| XU5 JA         | 115 PS (83 kW) | Bosch LE-Jetronic                 | Peugeot 205 GTI 1.6 (11/85–1992)                                                                     |
| XU5 1C         | 75 PS (55 kW)  | Vergaser                          | Peugeot 205 1.6 (→89) Peugeot 309 XR/GR 1.6 (→87)                                                    |
| XU5 2C         | 92 PS (67 kW)  | Vergaser                          | Peugeot 309 SX 1.6 Citroën BX 16 TRS                                                                 |
| XU5 C          | 80 PS (58 kW)  | 1-Klappen-Vergaser                | |
| XU5S           | 90 PS (66 kW)  | Solex 32-34CISAC Type Z           | Peugeot 305 305 S5 (ab-85 bis-86), (GT ab-83 -88, GTX ab -86 bis Ende) Handschaltung                 |
| XU5S           | 90 PS (66 kW)  | Weber 32/34DRTC4 100              | Peugeot 305 Automatik (ab -85 bis -87)                                                               |
| XU5 M3/Z / BFZ | 88 PS (65 kW)  | Saugrohreinspritzung, Katalysator | Peugeot 205 XS/GT/Automatic 1.6 (1991→) Peugeot 309 XS/SX 1.6 Peugeot 405 GLI/GLX/GRI Citroën Xantia |

## XU7
Der XU7 hat einen Hubraum von 1,8 l (1761 cm3) mit einer Bohrung von 83 mm und einem Hub von 81,4 mm. Die XU7-Motoren gab es nur mit Einspritzanlage und Katalysator, den XU7 JP4 mit 16-Ventil-Einspritzung. Die Leistung reichte von 90 bis 110 PS (66 bis 81 kW).
| Motor   | Code | Leistung       | Technik                           | Modell                                                                               |
| ------- | ---- | -------------- | --------------------------------- | ------------------------------------------------------------------------------------ |
| XU7 JB  | LFX  | 90 PS (66 kW)  | Saugrohreinspritzung, Katalysator | Citroën Berlingo Citroën Xantia ab 1998 Citroën Xsara Peugeot 406 SR Peugeot Partner |
| XU7 JP  | LFW  | 99 PS (73 kW)  | Saugrohreinspritzung, Katalysator | Citroën Evasion Peugeot 806 Fiat Ulysse                                              |
| XU7 JP  | LFZ  | 101 PS (74 kW) | Saugrohreinspritzung, Katalysator | Citroën Xantia bis 1998 Citroën Xsara Citroën ZX Peugeot 306 Peugeot 405             |
| XU7 JP4 | LFY  | 110 PS (81 kW) | 16-Ventil-DOHC, Katalysator       | Citroën Xantia Citroën Xsara Citroën ZX 1,8 16V Peugeot 306 Peugeot 406              |

## XU8
Der XU8 hat einen Hubraum von 1,8 l (1775 cm3) mit einer Bohrung von 83 mm und einem Hub von 82 mm. Mit ihm wurde der 205 Turbo16 ausgestattet. Die Leistung reichte von 200 PS (147 kW) bis 480 PS (353 kW). Der XU8T basiert auf dem modifizierten Gusseisen-Motorblock der Dieselvariante, weil nur so die notwendige Stabilität für die hohe Beanspruchung durch die Aufladung sichergestellt werden konnte. Auch der Zylinderkopf dieses Motors wurde deswegen neu konstruiert. Für den Peugeot 405 Turbo 16 gab es auf Basis des XU8 T Evo 2 den XU9 T Evo 4. Dieser erreichte mit einem Garrett-Turbolader bei der Pikes-Peak-Version eine Leistung von 600 PS (448 kW).
| Motor       | Leistung                | Technik               | Modell                          |
| ----------- | ----------------------- | --------------------- | ------------------------------- |
| XU8 T       | 200 PS (147 kW)         | 16-Ventil-DOHC, Turbo | Peugeot 205 T16                 |
| XU8 T       | 300 PS (220,5 kW)       | 16-Ventil-DOHC, Turbo | Peugeot 205 T16 Kitée           |
| XU8 T Evo 1 | 350 PS (257 kW)         | 16-Ventil-DOHC, Turbo | Peugeot 205 T16 Evolution 1     |
| XU8 T Evo 2 | 430–480 PS (316–353 kW) | 16-Ventil-DOHC, Turbo | Peugeot 205 T16 Evolution 2     |
| XU8 T Evo 4 | 600 PS (448 kW)         | 16-Ventil-DOHC, Turbo | Peugeot 405 Turbo 16 Pikes Peak |

## XU9
Der XU9 hat einen Hubraum von 1,9 l (1905 cm3) mit einer Bohrung von 83 mm und einem Hub von 88 mm. Es gab Versionen mit Vergaser und acht Ventilen und solche mit zwei oben liegenden Nockenwellen, 16 Ventilen und Saugrohreinspritzung. Die Leistung reichte von 102 bis 160 PS (76–118 kW).
| Motor    | Code       | Leistung        | Technik                                                     | Modell |
| -------- | ---------- | --------------- | ----------------------------------------------------------- | --- |
| XU9 2C   |            | 105 PS (77 kW)  | Vergaser                                                    | Peugeot 305 GT |
| XU9 2C   |            | 110 PS (80 kW)  | Vergaser                                                    | Peugeot 405 GR/SR |
| XU9 4C   | 159B       | 126 PS (92 kW)  | Vergaser                                                    | Citroën BX Sport |
| XU9 J1   | DFZ        | 102 PS (75 kW)  | BOSCH LU2-Jetronic Lambdasonde + Katalysator                | Peugeot 205 GTI 1.9 kat (→1988) Peugeot 205 CTI 1.9 Peugeot 205 Gentry Peugeot 205 Automatic 1.9 Peugeot 205 Rallye 1.9 Peugeot 305 GTX |
| XU9 M    | DDZ        | 109 PS (80 kW)  | Solex Saugrohreinspritzung, Lambdasonde + Katalysator       | Peugeot 309 GT Inj., Peugeot 405 GRI/GRI X 4/SRI X 4                                                                                    |
| XU9 J2   |            | 123 PS (90 kW)  | BOSCH LE3-Jetronic                                          | Citroën BX GTI (→1988) Peugeot 405 SRI (→1988)                                                                                          |
| XU9 JA/K | D6E        | 128 PS (94 kW)  | BOSCH LE-Jetronic BOSCH Motronic                            | Citroën ZX Volcane 1.9i (Motronic) Peugeot 205 GTI 1.9 (→1988 – LE-Jetronic) Peugeot 309 GTI 1.9 (→1988 – LE-Jetronic)                  |
| XU9 JAZ  | DKZ        | 120 PS (88 kW)  | BOSCH Motronic 1.3 Lambdasonde + Katalysator                | Peugeot 205 GTI 1.9 (1988→) Peugeot 309 GTI 1.9 (1988→) Citroën BX GTI (1988→) Peugeot 405 SRI/STI/GRI (1988–1993)                      |
| XU9 J4   | D6C (MI16) | 158 PS (116 kW) | BOSCH Motronic 4.1 BOSCH Motronic 1.3 16-Ventil-DOHC        | Citroën BX GTI 16V Peugeot 405 MI16 (→1993) Peugeot 309 GTI 16                                                                          |
| XU9 J4/Z | DFW (MI16) | 148 PS (108 kW) | BOSCH Motronic 1.3 Lambdasonde + Katalysator 16-Ventil-DOHC | Citroën BX GTI 16V (1988→) Peugeot 405 MI16 (1988–1993) Peugeot 309 GTI 16 (1988→)                                                      |

## XU10

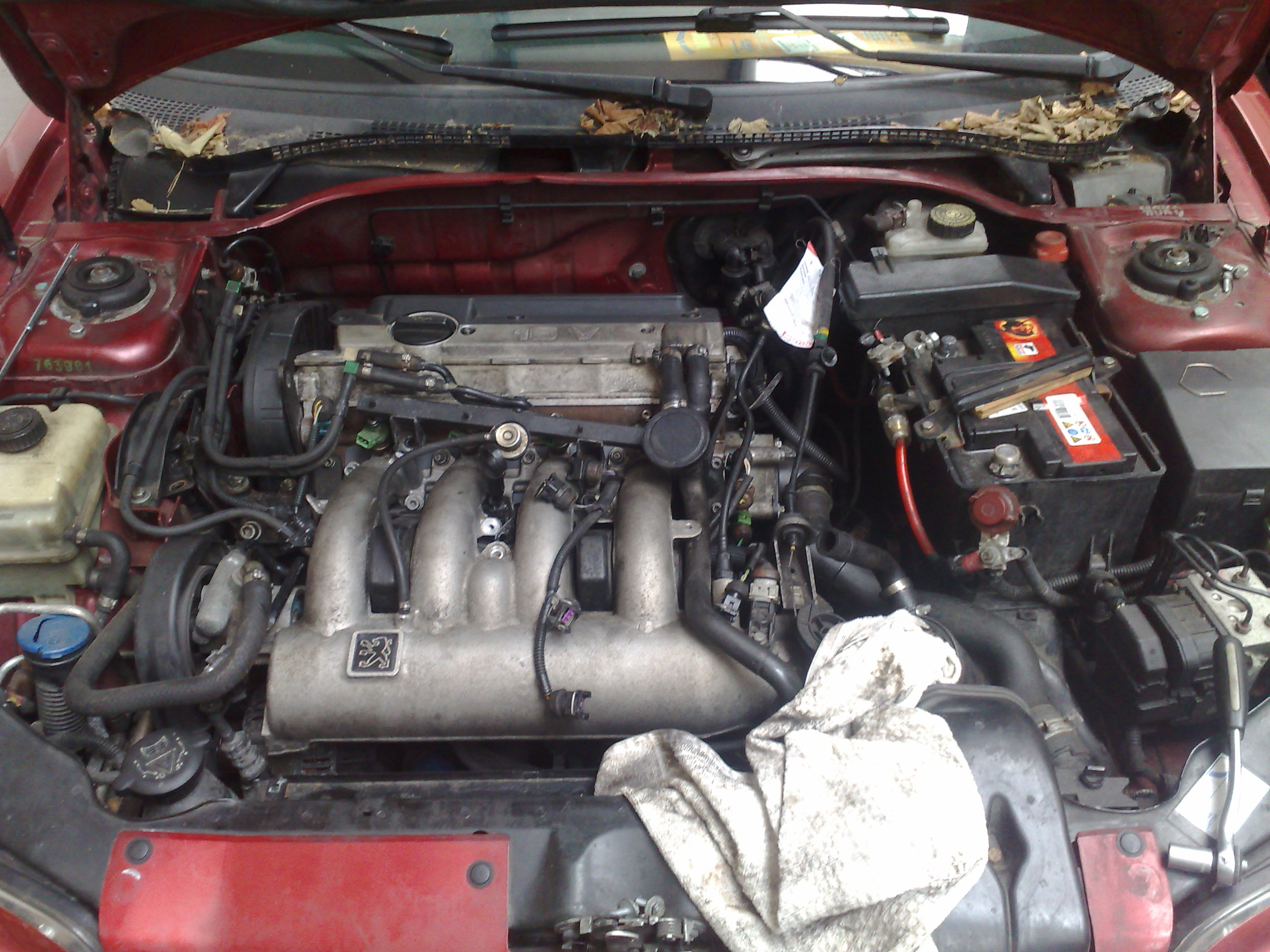
16-Ventil-XU10 J4RS mit 163 PS in einem 306 S16

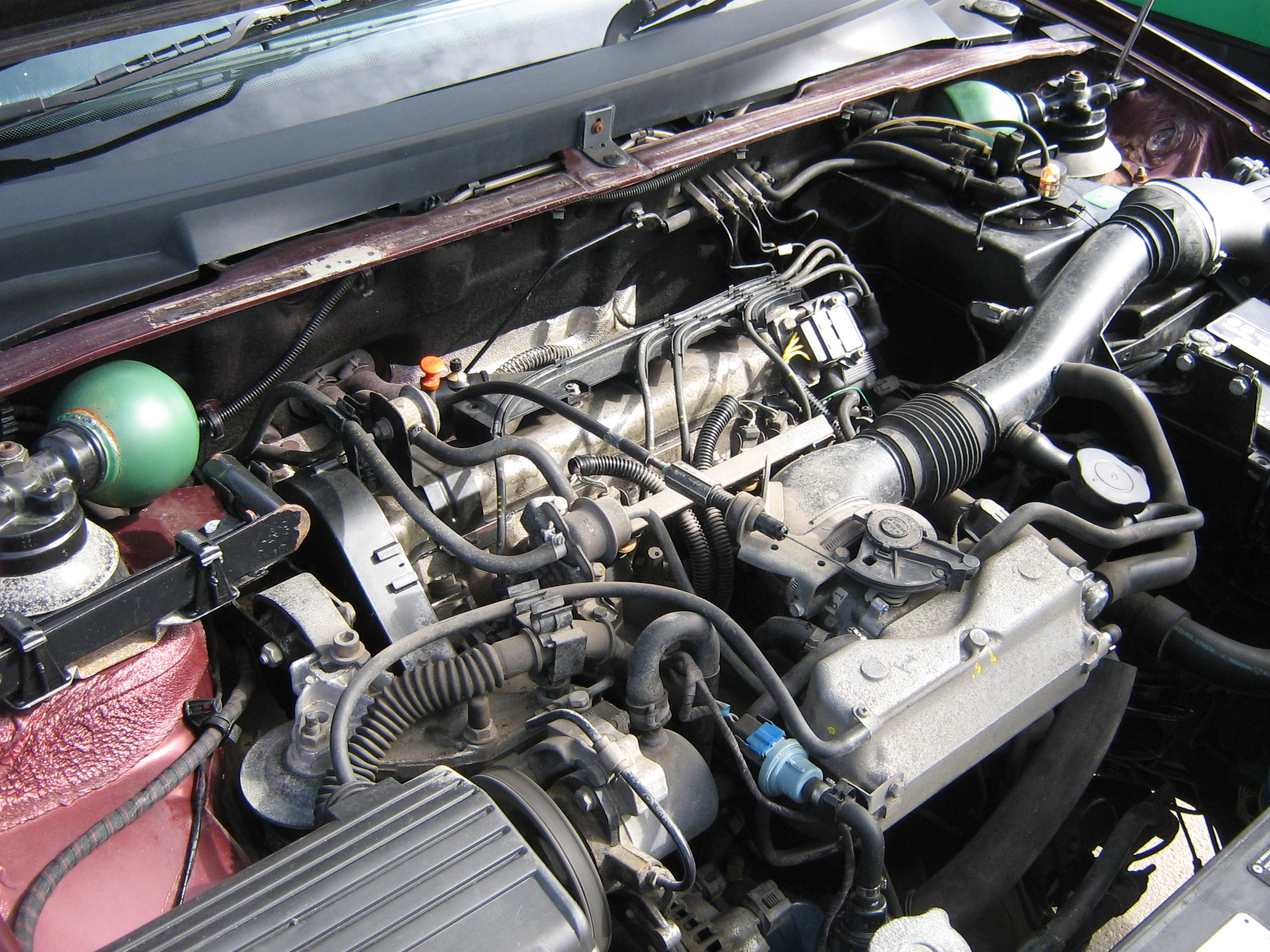
Der XU10 2C in einem Citroën XM mit 114 PS

Der XU10 hat einen Hubraum von 2,0 l (1998 cm3) mit einer Bohrung und einem Hub von 86 mm. Es gab Versionen mit einem Vergaser und acht Ventilen sowie eine 16-Ventil-DOHC-Einspritz-Turbo-Version. Die Leistung reichte von 109 bis 200 PS (80–147 kW).
| Motor        | Code      | Leistung (DIN)  | Technik                            | Modell |
| ------------ | --------- | --------------- | ---------------------------------- | --- |
| XU10 2C      | R2A       | 114 PS (84 kW)  | Vergaser                           | Citroën XM 2.0 8v Peugeot 605 2.0 8v |
| XU10 J2C/L   | RFX / RFU | 121 PS (89 kW)  | Saugrohreinspritzung, Katalysator  | Citroën Xantia I 2.0i Citroën ZX Volcane 2.0 8v Peugeot 306 XSi (→97) Peugeot 405 SRi 2.0 Peugeot 605 (1993→) Fiat Ulysse Citroën Evasion Peugeot 806                             |
| XU10 J2U     | RFW       | 109 PS (80 kW)  | Saugrohreinspritzung, Katalysator  | Citroën Jumper 2.0i (1994–2002) Peugeot Boxer 2.0i (1994–2002) Fiat Ducato 2.0 i. e. (1994–2002)                                                                                  |
| XU10 J2U     | RFL       | 110 PS (81 kW)  | Saugrohreinspritzung, Katalysator  | Citroën Jumper 2.0i (2002–2006) Peugeot Boxer 2.0i (2002–2006) Fiat Ducato 2.0 i. e. (2002–2006)                                                                                  |
| XU10 J2      |           | 128 PS (94 kW)  | Saugrohreinspritzung               | Citroën XM Peugeot 605 |
| XU10 J2TE    | RGY       | 141 PS (104 kW) | Turbo, Katalysator                 | Citroën XM 2.0 Turbo CT Peugeot 605 2.0 Turbo |
| XU10 J2TE    | RGX       | 147 PS (108 kW) | Turbo, Katalysator                 | Citroën XM 2.0 Turbo CT Citroën Xantia 2.0 Turbo CT Peugeot 406 SRi Turbo Peugeot 605 2.0 Turbo Peugeot 806 2.0 Turbo Citroën Evasion 2.0 Turbo Lancia Zeta Fiat Ulysse 2.0 Turbo |
| XU10 J4D/Z   | RFT       | 150 PS (110 kW) | 16-Ventil-DOHC, Katalysator        | Citroën ZX Coupé 2.0 16v Citroën Xantia 16V Peugeot 306 S16 Peugeot 405 mkII (1994 on)                                                                                            |
| XU10 J4R/L3  | RFV       | 132 PS (97 kW)  | 16-Ventil-DOHC, Katalysator        | Citroën Xantia Citroën XM 2.0 16v Peugeot 306 Peugeot 406 Peugeot 806 |
| XU10 J4RS/L3 | RFS       | 167 PS (123 kW) | 16-Ventil-DOHC, Katalysator        | Citroën ZX Dakar 2.0 16v Citroën Xsara VTS Peugeot 306 Rallye Peugeot 306 GTI6 |
| XU10 J4TE    | RGZ       | 200 PS (147 kW) | 16-Ventil-DOHC, Turbo, Katalysator | Peugeot 405 T16 2.0 16v Turbo 4×4 |
| XU10 J4/L/Z  | RFY       | 155 PS (114 kW) | 16-Ventil-DOHC, Katalysator        | Peugeot 405 2.0 Mi16 Citroën ZX 2.0 |
| XU10 M       | RDZ       | 130 PS (96 kW)  | Saugrohreinspritzung               | |

## XUD7
Der XUD7 ist ein Dieselmotor mit 1769 cm3 Hubraum bei einer Bohrung von 80 mm und einem Hub von 88 mm. Die Leistung reichte von 60 bis 90 PS (44–66 kW).
| Motor             | Leistung (DIN) | Technik               | Modell                                                                    |
| ----------------- | -------------- | --------------------- | ------------------------------------------------------------------------- |
| XUD7 /K           | 60 PS (44 kW)  |                       | Peugeot 205 Citroën Visa Citroën C15                                      |
| XUD7 /Z           | 58 PS (43 kW)  | Katalysator           | Peugeot 205 Peugeot Partner Citroën Berlingo                              |
| XUD7 T/K          | 79 PS (58 kW)  | Turbo                 | Peugeot 205 Peugeot 309                                                   |
| XUD7 TE / A8A/AJZ | 90 PS (66 kW)  | Turbo, Ladeluftkühler | Peugeot 405 Citroën BX Honda Concerto Rover 200er-Serie Rover 400er-Serie |

## XUD9

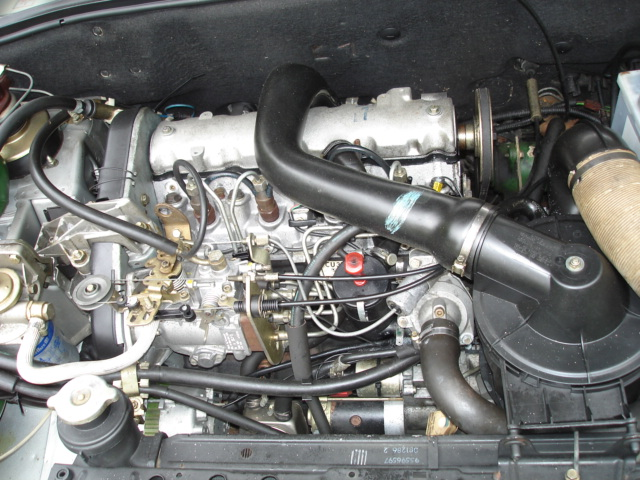
Ein XUD9 A mit 65 PS in einem Citroën BX TRD

Die XUD9 haben einen Hubraum von 1905 cm3 bei einer Bohrung von 83 mm und einem Hub von 88 mm.
| Motor           | Leistung      | Technik                            | Modell |
| --------------- | ------------- | ---------------------------------- | --- |
| XUD9 A          | 65 PS (48 kW) |                                    | Peugeot 305 Peugeot 309 Talbot Horizon Citroën BX Hyundai Lantra |
| XUD9 /Z         | 68 PS (50 kW) | Katalysator                        | Citroën ZX Citroën Jumper Peugeot Boxer Fiat Ducato |
| XUD9 A (export) | 60 PS (44 kW) |                                    | Peugeot 205 (in Deutschland und anderen Märkten) Peugeot 309 (in Deutschland und anderen Märkten)                                                                         |
| XUD9 B          | 71 PS (52 kW) |                                    | Peugeot 306 Citroën BX |
| XUD9 SD / DHW   | 75 PS (55 kW) | Turbo                              | Citroën Xantia Peugeot 406 Suzuki Baleno |
| XUD9 TE/Y       | 90 PS (66 kW) | Turbo, Ladeluftkühler, Katalysator | Citroën ZX Citroën Xsara Citroën Xantia Citroën Evasion Citroën Jumpy Citroën Jumper Peugeot 306 Peugeot 406 Peugeot 806 Peugeot Boxer Fiat Ulysse Fiat Scudo Fiat Ducato |
| XUD9 TE/L       | 92 PS (68 kW) | Turbo, Ladeluftkühler              | Peugeot 405 GRDTurbo/SRDTurbo |

## XUD11
Den XUD11 gibt es entweder mit einem Hubraum von 2068 cm3 bei einer Bohrung von 85 mm oder mit 2138 cm3 bei einer Bohrung von 86 mm. Der Hub beträgt bei beiden Versionen 92 mm.
| Motor           | Bohrung          | Leistung       | Technik                       | Modell |
| --------------- | ---------------- | -------------- | ----------------------------- | --- |
| XUD11 ATE / PHZ | 85 mm (2068 cm3) | 109 PS (80 kW) | 12 Ventile, Turbo             | Peugeot 605 Citroën XM                                                                                                |
| XUD11 BTE / P8C | 85 mm (2068 cm3) | 109 PS (80 kW) | 12 Ventile, Turbo Katalysator | Peugeot 406 Peugeot 605 Peugeot 806 Citroën Evasion Citroën Xantia Citroën XM Citroën Evasion Fiat Ulysse Lancia Zeta |
| XUD11 A / PJZ   | 86 mm (2138 cm3) | 83 PS (61 kW)  | 12 Ventile                    | Peugeot 605 Citroën XM                                                                                                |